# Whitehorn Mountain
Whitehorn Mountain – szczyt w prowincji Alberta, w Kanadzie, w paśmie Slate Range. Jego wysokość wynosi 2621 m n.p.m. Po raz pierwszy został zdobyty w 1884.